# Ma-ayon
Ma-ayon é um município de  terceira classe de renda municipal (d) na província Capiz, nas Filipinas. De acordo com o censo de 1 de maio  de  2020 possui uma população de 41 226 pessoas e 10 687 domicílios.